# Еміль Макрі
Еміль Макрі (рум. Emil Macri; *9 жовтня 1927, Галац — *17 квітня 1991, Жилава) — румунський генерал.

## Кар'єра в «Секурітате»
Закінчив середню школу. Генеральське звання Макрі отримав при правлінні Ніколае Чаушеску. Восени 1977 Макрі був одним з організаторів репресій проти учасників шахтарського страйку в долині Жіу. Через десять років, в листопаді 1987 Макрі разом з генералом Константином Нуце керував придушенням робітничого повстання в Брашові.
Чаушеску призначив генерала Макрі керівником II департаменту економічної контррозвідки ключового Директорату внутрішньої безпеки Секурітате. На цій посаді Макрі отримав доступ до великих обсягів конфіденційної інформації фінансово-економічного характеру та компрометуючих матеріалів. Це ускладнило його відносини з Еленою Чаушеску, стурбованою довірчими стосунками чоловіка з начальником економічної контррозвідки.

## Арешт після революції
16 грудня 1989 генерал в складі групи керівників «Секурітате» був спрямований на придушення повстання в Тімішоара. У його функції входила організація стеження, виявлення протестного активу, прослуховування телефонних розмов, блокування магістралей, спостереження в лікарнях. Взяти ситуацію під контроль не вдалося. Повстання охопило практично всю країну і перекинулося в столицю. Режим Чаушеску впав протягом десяти днів.
6 січня 1990 Макрі був звільнений в запас у званні генерал-майора. Незабаром він був заарештований і звинувачений у співучасті в геноциді. У березні Макрі постав перед судом разом з 20 іншими членами «Секурітате». Підсудних звинувачували в убивствах тімішоарских маніфестантів і таємній кремації тіл загиблих. Макрі визнавав свою «моральну відповідальність» за виконання злочинних наказів Чаушеску, проте стверджував, що його дії в Тімішоара не були пов'язані з озброєним придушенням протестів, а обмежувалися забезпеченням «інформаційної безпеки» і перевіркою на причетність до подій іноземних держав.

## Смерть в тюремному фургоні
Під час процесу Макрі утримувався у в'язниці Penitenciarul Bucureşti, розташованої в комуні Жилава. Він помер при не цілком зрозумілих обставин — за деякими даними, в фургоні під час перевезення в тюремну лікарню. Медичний висновок констатував смерть від серцевого нападу. На 17 квітня 1991 відносно Макрі ще не було винесено, справа припинена у зв'язку зі смертю обвинуваченого.
Раптова смерть Еміля Макрі іноді розглядається в контексті низки «дивних смертей» ряду генералів режиму Чаушеску.

## Сім'я, бізнес і політика
Син генерала Макрі — Віктор Макрі — на момент революції мав звання капітана «Секурітате». Разом з батьком він був звільнений в запас. До відповідальності не притягувався. Віктор Макрі — відомий румунський бізнесмен.